# Port lotniczy Nueva Guinea
Port lotniczy Nueva Guinea (ang. Nueva Guinea Airport, IATA: NVG, ICAO: MNNG) – port lotniczy zlokalizowany w Nueva Guinea, w Nikaragui.